# Cíntia Mariano Dias Cabral
Cíntia Mariano Dias Cabral é uma mulher brasileira acusada (é ré) do assassinato, por envenenamento, de seus dois enteados na cidade do Rio de Janeiro em 2022. Uma das vítimas, Fernanda Cabral, faleceu em 28 de março. A ré deve ser julgada nos próximos meses.
O caso virou tema de um episódio do Linha Direta de 29 de junho de 2023.  
"O marido e pai biológico das vitimas, Adeilson Cabral, disse ao UOL: 'fico com um sentimento de revolta e culpa por me envolver com um monstro. Mas eu não tinha bola de cristal'." 
"Que ela seja punida e pague tudo em dobro pela vida da minha filha e do meu filho, ela não mostra nenhum arrependimento, não se mostra tendo misericórdia. Ela é simplesmente ruim e tem o prazer de ser má", disse a mãe das vítimas, Jane Carvalho. 

## Crimes

### Modus operandi
Cíntia usou um raticida, um veneno popularmente conhecido no Brasil como chumbinho, que ela adicionou ao feijão servido para as duas vítimas.

### Vítimas
Fernanda Carvalho Cabral: em 15 de março março de 2022 Fernanda comeu feijão na casa da madrastas e pouco depois começou a passar mal, sentindo tontura, enjoo, faalta de ar, visão turva, sudorese e língua enrolando. Foi levada a um hospital onde ficou 13 dias internada na UTI. Morreu em 28 de março aos 22 anos.     
Bruno Carvalho Cabral: em 15 maio de 2022 Bruno almoçou na casa da com outros familiares, quando esta lhe serviu um prato de feijão. O jovem, de 16 anos, comeu um pouco, mas colocou o alimento de lado ao notar um gosto amargo e "pedrinhas azuis que estavam no feijão". Pouco depois, o jovem começou a passar mal e teve os mesmos sintomas da irmã, sendo levado ao Hospital Municipal Albert Schweitzer, onde exames comprovaram o envenenamento.      

### Motivação
A polícia diz que Cíntia agiu motivada por ciúmes dos enteados em relação ao marido. 
Segundo a mãe dos jovens no programa Encontro de 30 de junho, Cíntia cometeu os crimes por ganância. "Ela queria tudo para ela e acredito que em breve faria o mesmo com o pai deles, meu ex-marido". 

## Investigações
Com o prontuário médico de Bruno indicando envenenamento e ao notar que os sintomas eram os mesmos que Fernanda havia apresentado antes de morrer, a mãe do jovem procurou a 33ª DP (Realengo) para registrar o caso. Uma posterior exumação do corpo da jovem não mostrou resultado positivo para o veneno, porém o prontuário médico da jovem feio no Hospital Municipal Albert Schweitzer havia indicado a eliminação de carbamato, o chumbinho, pelo corpo da jovem.  
Com a denúncia do caso, investigadores foram até a casa de Cíntia onde fizeram buscas e recolheram o feijão para análise, mas a criminosa negou que as "bolinhas azuis" fossem chumbinho, dizendo que se tratava de tempero para feijão que não havia se dissolvido.  

### Elementos probatórios
Na casa da então suspeita agentes da 33ª DP do Rio de Janeiro localizaram um frasco de chumbinho. 
Além disto, ela teria confessado aos filhos biológicos, Carla e Lucas, que teria envenenado os enteados. 
Ela também tentou incriminar o próprio filho e numa conversas recuperada do celular da criminosa, havia a seguinte mensagem: "Mãe, você tá me acusando, você tá vendo as coisas que tá fazendo? Eu sou seu filho, cara. Pelo amor de Deus! Assuma suas responsabilidades. Eu tô ficando com vergonha de te olhar. Eu pedi para você me contar a verdade, cara, você tá acusando as pessoas por coisas que você fez. Acabou, mãe. Acabou. Por favor! Não faça isso. Assuma o que você fez. Eu não tô aguentando isso tudo. Eu tô passando mal. Por favor". Numa outra mensagem, da filha, esta escreveu: "Mãe, você lembra tudo que passamos na separação de vocês? Como a gente não vai desconfiar de você?"    
"Em outro diálogo, uma amiga da família escreve a Cíntia: 'Cheguei na delegacia, Bruninho tá no CTI igual Fernanda, mesmas coisas, só que ele chegou a ver e contar para tia Jane. Viu coisas azuis no feijão, veneno, disse que a madrasta na hora ficou nervosa, começou a pegar o prato dele, trocar, apagar a luz da cozinha, porque ele sentiu o gosto. Agora, tá no Albert'. Na sequência, ela encaminhou um print dessa mensagem a seu outro filho biológico, Lucas Mariano Rodrigues", reporta o Folha de Pernambuco. 
Além dos prontuários médicos e das mensagens, um exame do suco gástrico de Bruno detectou a presença dos grânulos do raticida. 

## Prisão
Após ouvirem testemunhas e encontrarem elementos probatórios suficientes na casa da suspeita, Cíntia foi presa provisoriamente no final de maio e em 11 de julho de 2022 a promotora Carla Coutsoukalis, da 3ª Promotoria de Investigação Penal - Área Territorial Bangu e Campo Grande, no Rio de Janeiro, pediu sua prisão preventiva,  quando também denunciou a criminosa pelo homicídio de Fernanda e a tentativa de homicídio de Bruno.
"Em quase dois meses de investigações, pudemos demonstrar, por meio de provas testemunhais e técnicas, indícios de autoria e materialidade em ambos os procedimentos. Concluímos que a madrasta colocou veneno nas comidas oferecidas aos dois enteados em sua residência por ciúmes que mantinha do pai dos jovens, não querendo dividir com eles a atenção de seu companheiro, e o fez justamente para os eliminar do convívio familiar", disse o delegado Flávio Rodrigues, titular da 33ª DP, no dia da denúncia pelo MP.